# Nishada benjammea
Nishada benjammea là một loài bướm đêm thuộc phân họ Arctiinae, họ Erebidae.